# Xã St. Mathias, Quận Crow Wing, Minnesota
Xã St. Mathias (tiếng Anh: St. Mathias Township) là một xã thuộc quận Crow Wing, tiểu bang Minnesota, Hoa Kỳ. Năm 2010, dân số của xã này là 622 người.